# Páno Kivídes
Páno Kivídes är en ort i Cypern.   Den ligger i distriktet Eparchía Lemesoú, i den centrala delen av landet, 70 km sydväst om huvudstaden Nicosia. Páno Kivídes ligger 592 meter över havet och antalet invånare är 703. Den ligger på ön Cypern.
Terrängen runt Páno Kivídes är kuperad.Trakten runt Páno Kivídes är ganska tätbefolkad, med 230 invånare per kvadratkilometer. Närmaste större samhälle är Limassol, 18,4 km öster om Páno Kivídes. Trakten runt Páno Kivídes är i huvudsak ett öppet busklandskap.